# Demetrio di Tver'
Demetrio (Dmitrij Michajlovič) di Tver' (in russo Дмитрий Михайлович Тверcкой?), soprannominato Occhi Terribili (Грозные Очи) (Tver', 15 ottobre 1299 – Saraj, 15 settembre 1326) fu principe di Tver' dal 1318 al 1326 nonché Gran Principe di Vladimir dal 1325 al 1326.

## Biografia
Primogenito di Michail di Tver' e di Anna di Kašin, continuò lo scontro già intrapreso dal padre contro Jurij di Mosca per ottenere lo jarlyk, il permesso di governare come Gran principe di Vladimir che doveva essere concesso dal khan dell'Orda d'Oro. Questo titolo era molto ambito perché conferiva al suo detentore il ruolo di esattore dei tributi del khan nella Rus', dando nel contempo allo stesso un ruolo di preminenza nei confronti degli altri principi russi.
Nel 1320 Demetrio sposò Maria, una delle figlie dell'influente granduca di Lituania Gediminas. Le nozze rientravano nei tentativi compiuti da Gediminas di ampliare la propria rete di alleanze con le potenze confinanti, ma è più probabile che le nozze fossero ardentemente desiderate da Tver', desiderosa di trovare un alleato nella propria lotta per la supremazia politica e militare con la Moscovia nella Russia. Il connubio tra Vilnius e Tver' si rivelò di lunga durata, considerando che il rapporto di cooperazione in chiave anti-moscovita si trascinò anche nel secolo successivo e le relazioni bilaterali rimasero sempre pacifiche. Le nozze ebbero luogo a poca distanza temporale dall'assassinio di Michail, in un momento in cui tutti e tre i suoi figli stavano cercando un sostegno straniero perché volevano assecondare il piano di Demetrio di candidarsi come signore di tutta la Rus' di Kiev. A seguito degli intrighi di Jurij, che ebbero come effetto l'assegnazione dello jarlyk al principe di Mosca e l'esecuzione capitale irrogata al loro padre dal khan nel 1318, Demetrio e il fratello, Alessandro, combatterono contro Jurij e cospirarono contro di lui presso l'Orda. Le loro azioni culminarono nell'assassinio di Jurij ultimo a Saraj nel 1325, probabilmente su ordine di Demetrio, anche se non ci sono prove concrete a suffragio di questa tesi. Demetrio, pochi mesi dopo, fu arrestato per l'assassinio e condannato a morte da Uzbeg Khan.

## Ascendenza
|                          |                  |                         | Genitori |  |  | Nonni |  |  | Bisnonni                |  |  | Trisnonni                |  |
|                          |                  |                         |          |  |  |       |  |  | Jaroslav II di Vladimir |  |  | Vsevolod III di Vladimir |  |
|                          |                  |                         |          |  |  |       |  |  | Jaroslav II di Vladimir |  |  | Vsevolod III di Vladimir |  |
|                          |                  | Marija Švarnova         |          |  |  |       |  |  | Jaroslav II di Vladimir |  |  |                          |  |
| Jaroslav III di Vladimir |                  |                         |          |  |  |       |  |  | Jaroslav II di Vladimir |  |  |                          |  |
|                          |                  | Rostislava Mstislavna   | …        |  |  |       |  |  |                         |  |  |                          |  |
|                          |                  | Rostislava Mstislavna   | …        |  |  |       |  |  |                         |  |  |                          |  |
|                          |                  | Rostislava Mstislavna   | …        |  |  |       |  |  |                         |  |  |                          |  |
| Michail Jaroslavič       |                  | Rostislava Mstislavna   |          |  |  |       |  |  |                         |  |  |                          |  |
|                          |                  | …                       | …        |  |  |       |  |  |                         |  |  |                          |  |
|                          |                  | …                       | …        |  |  |       |  |  |                         |  |  |                          |  |
|                          |                  | …                       | …        |  |  |       |  |  |                         |  |  |                          |  |
| Ksenija                  |                  | …                       |          |  |  |       |  |  |                         |  |  |                          |  |
|                          |                  | …                       | …        |  |  |       |  |  |                         |  |  |                          |  |
|                          |                  | …                       | …        |  |  |       |  |  |                         |  |  |                          |  |
|                          |                  | …                       | …        |  |  |       |  |  |                         |  |  |                          |  |
| Demetrio di Tver'        |                  | …                       |          |  |  |       |  |  |                         |  |  |                          |  |
|                          | Boris Vasilkovič | …                       |          |  |  |       |  |  |                         |  |  |                          |  |
|                          | Boris Vasilkovič | …                       |          |  |  |       |  |  |                         |  |  |                          |  |
|                          | Boris Vasilkovič | …                       |          |  |  |       |  |  |                         |  |  |                          |  |
| Dimitrij Borisovič       | Boris Vasilkovič |                         |          |  |  |       |  |  |                         |  |  |                          |  |
|                          |                  | Marija Jaroslavna Murom | …        |  |  |       |  |  |                         |  |  |                          |  |
|                          |                  | Marija Jaroslavna Murom | …        |  |  |       |  |  |                         |  |  |                          |  |
|                          |                  | Marija Jaroslavna Murom | …        |  |  |       |  |  |                         |  |  |                          |  |
| Anna di Kašin            |                  | Marija Jaroslavna Murom |          |  |  |       |  |  |                         |  |  |                          |  |
|                          |                  | …                       | …        |  |  |       |  |  |                         |  |  |                          |  |
|                          |                  | …                       | …        |  |  |       |  |  |                         |  |  |                          |  |
|                          |                  | …                       | …        |  |  |       |  |  |                         |  |  |                          |  |
| …                        |                  | …                       |          |  |  |       |  |  |                         |  |  |                          |  |
|                          |                  | …                       | …        |  |  |       |  |  |                         |  |  |                          |  |
|                          |                  | …                       | …        |  |  |       |  |  |                         |  |  |                          |  |
|                          |                  | …                       | …        |  |  |       |  |  |                         |  |  |                          |  |
|                          |                  | …                       |          |  |  |       |  |  |                         |  |  |                          |  |